# رویا حسینی
رؤیا حسینی بازیگر و عکاس ایرانی، فارغ‌التحصیل کارشناسی ادبیات نمایشی است و بازیگری را از تئاتر آغاز کرده است. در دوران تحصیل در چند اجرا به روی صجنه سالن مولوی رفته است که از مهم‌ترین آنها می‌توان به احساس آبی مرگ اشاره کرد که مورد استقبال تماشاگران قرار گرفته است.
او فعالیت حرفه‌ای خود را با بازی در فیلم خانه امن است(۱۳۸۹) آغاز کرد

## فیلم‌شناسی
- خانه امن است (۱۳۸۹)
- تاناکورا (۱۳۸۹)
- جدایی نادر از سیمین (۱۳۸۹)
- شیشه‌های بخار گرفته (فیلم کوتاه) (۱۳۸۹)
- رها (فیلم کوتاه) (۱۳۸۹)
- آااادت نمی‌کنیم (۱۳۹۵)
- شمارهٔ ۱۷ سهیلا (۱۳۹۵)
- پل (فیلم کوتاه) (۱۳۹۷)
- روزهای نارنجی (۱۳۹۹)
- سایکو (فیلم کوتاه) (۱۴۰۱)
- رهایی ریحانه (۱۴۰۱)

## تئاتر
- گورستان سلولی ژیون- تالار مولوی (۱۳۸۵)
- احساس آبی مرگ-سنگلج (۱۳۹۲)
- همه دزدها که دزد نیستند- کوروش (۱۳۹۳)

## تله فیلم
- پروانه‌ها به کارگردانی ناصر رفاهی (۱۳۹۰)
- یک گوشه دنج ساخته افشین صادقی (۱۳۹۱)

## سریال
- کلبه ای در مه (۱۳۹۹)
- میدان سرخ (۱۴۰۰)

## عکاسی فیلم
- مستند کاپیتان من به کارگردانی سیاوش صفاریان پور و به تهیه کنندگی و بازی بهرام رادان
- شماره ۱۷ سهیلا به کارگردانی محمود غفاری